# Караимское кладбище в Варшаве

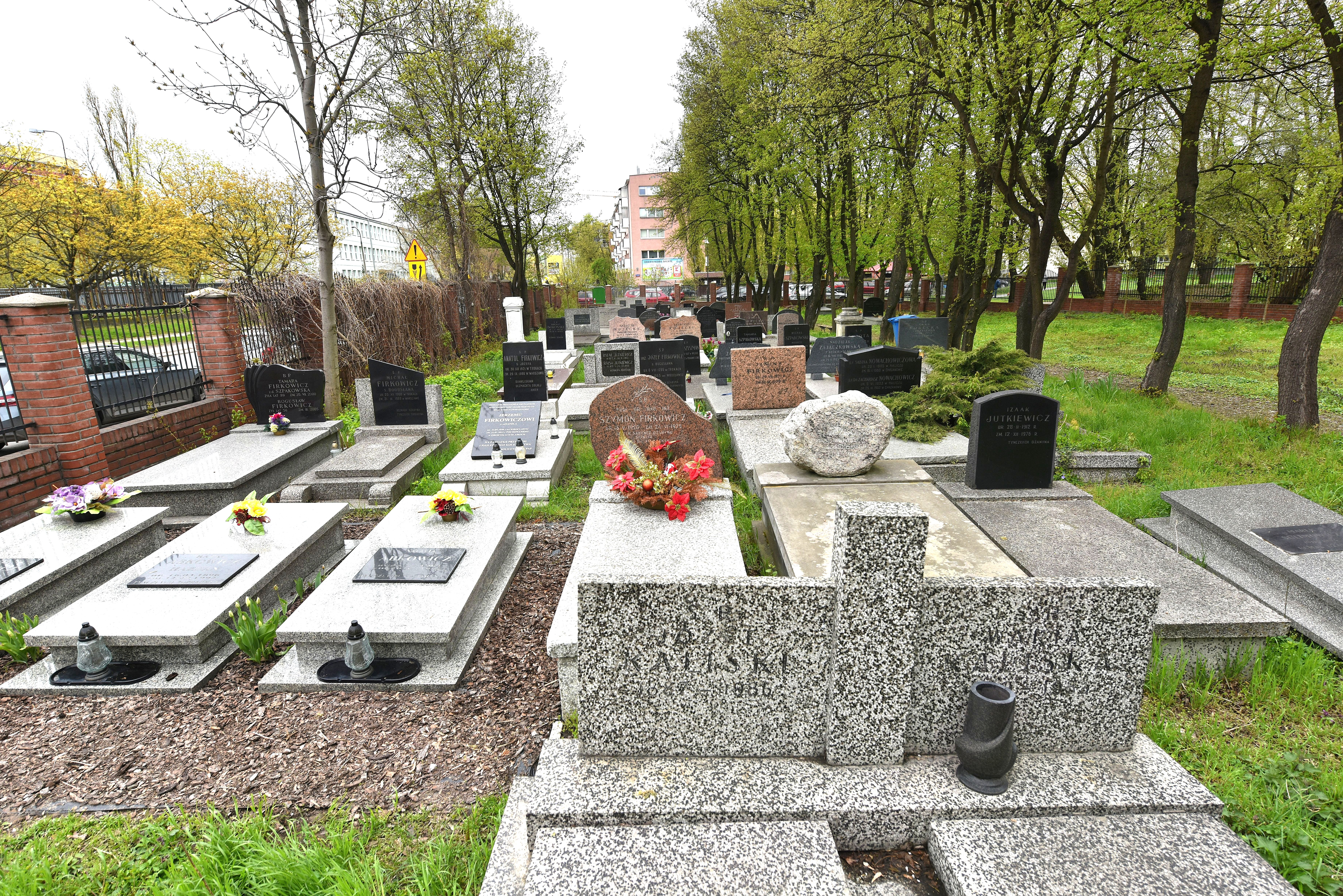
Надгробия на кладбище

Караи́мское кла́дбище в Варша́ве — единственное кладбище караимов в Польше. Оно находится в районе Воля по адресу ул. Redutowa, 34.

## История
История караимского кладбища в Варшаве связана с приходом караимов в город во второй половине XIX века. Большинство из них были выходцами из Крыма, связанными с табачной промышленностью, хотя были и караимы из других тогдашних городов Российской империи, таких как Троки и Луцк. Точные статистические данные о количестве варшавских караимов отсутствуют, но на основании разных отрывочных сведений можно предположить, что в период между 1882 и 1914 годами проживавших в Варшаве караимов было около 20—50 человек.
Караимы, проживавшие в Варшаве на рубеже XIX—XX веков, находились в ведении Таврического и Одесского караимского духовного правления, а не гораздо более близкого Трокского. Поэтому караимское кладбище было создано в 1890 году с согласия гахама С. М. Пампулова.
Небольшое общество караимов в Варшаве предстало перед необходимостью создать кладбище в конце 1880-х годов. Первых умерших перевозили в Троки, чтобы похоронить на местном кладбище по традиции караимов. Было проблематично соблюдать ритуальные условия обряда, согласно которым похороны должны были проходить немедленно, а хранить тела после субботы было запрещено.
Первоначально, примерно в 1887 году, некрополь караимов должен был быть создан в тогдашней коммуне Брудно, недалеко от еврейского кладбища «Прага» и кладбища «Брудно». В конце концов кладбище было открыто по другую сторону варшавского предместья — в Воле.
Участок для кладбища площадью 550 м² был приобретён — после получения разрешения варшавского генерал-губернатора — у православного прихода при церкви Владимирской иконы Божией Матери в Воле. Акт покупки составили семь караимов, из которых только один был не крымчанином. Местность, предназначенная для кладбища караимов, была в то время в далёком пригороде Варшавы.
Первое захоронение на кладбище было совершено в июне 1890 года (умершим был Юзеф Кобецкий, месячный ребёнок). Следующие четыре захоронения происходили последовательно: в 1892 году (трёхлетняя девочка Елена Абкович), в 1898 году (купец Садук Осипович Кефели, один из основателей кладбища; его надгробный камень является старейшим из сохранившихся анонимных надгробий в некрополе) и в 1899 году (купец Гелель Бабаджан).
Во времена Второй Польской республики караимское сообщество Варшавы преобразилось: бывших крымских купцов и студентов заменили караимы из менее отдалённых караимских сообществ Вильнюса, Тракая, Луцка и Галича. Несмотря на несомненное присутствие караимов в межвоенной Варшаве, известен лишь один задокументированный факт захоронения, произошедшего в 1934 году (захоронение Габриэля Пилецкого из Луцка). В это время на кладбище, вероятно, были похоронены ещё два-три человека.
Некрополь был повреждён во время сентябрьской кампании (вероятно, тогда и стена и некоторые могилы были частично разрушены).  Разрушения завершились бомбардировкой улицы Вольской во время Варшавского восстания.
В 1946—1947 годах на существующем фундаменте установлено новое металлическое ограждение. Первые похороны состоялись после приведения кладбища в порядок и получения официального разрешения на погребение. В 1947 или 1948 году на кладбище был похоронен землемер Михал Шпаковский (убит во время нападения бандитов в Подкове-Лесьне 30 декабря 1945 года, эксгумирован с Мусульманского кавказского кладбища).
6 августа 1977 года православный митрополит Варшавский и всей Польши Василий разрешил погребение караимов также в той части православного кладбища, прилегающего к некрополю караимов (отделяя в нём караимский квартал площадью 1375 м²). В то же время, правление Караимского религиозного союза пыталось расширить кладбище, добавив незастроенную территорию между караимским кладбищем и насыпью православного кладбища. Договор о передаче недвижимости площадью 1122 м² был заключён 12 апреля 1994 года. В 1996 году было завершено ограждение увеличенного кладбища.
В период между 1947 и 2010 годами на кладбище было совершено восемьдесят одно захоронение (три похоронены на караимском участке православного кладбища в Воле).
Кладбище имеет около 100 могил. Надгробия написаны на караимском языке.
В 2022 году площадь, расположенная между улицами Пустола и Редутова, а также караимским кладбищем и православным кладбищем, была названа Караимской площадью.

## Известные люди
На кладбище похоронены:
- Ананияш Зайончковский (умер в 1970 году) — востоковед, тюрколог, эксперт караимов, профессор Варшавского университета.
- Симон Фиркович (умер в 1976 году) — инженер-электрик, профессор, доктор инженерных наук.
- Ананьяш Роецкий (умер в 1978 году) — геофизик.
- Рафал Абкович (умер в 1992 году) — газзан.
- Влодзимеж Зайончковский (умер в 1982 году) — востоковед, тюрколог, профессор Ягеллонского университета.
- Александр Дубинский (умер в 2002 году) — востоковед, тюрколог, эксперт караимов, исследователь Варшавского университета.
- Шимон Пилецкий (умер в 2023 году ) — специалист по материаловедению, председатель Караимского религиозного союза.